# Paepalanthus acanthophyllus
Paepalanthus acanthophyllus là một loài thực vật có hoa trong họ Eriocaulaceae. Loài này được Ruhland mô tả khoa học đầu tiên năm 1903.